# 马斯卡利
马斯卡利（義大利語：Mascali），是意大利西西里大区卡塔尼亞廣域市的一个市镇。总面积37平方公里，人口13653人，人口密度369.0人/平方公里（2009年）。ISTAT代码为087023。